# Erewhon
Pour les articles homonymes, voir Erewhon (homonymie).
Erewhon ou De l'autre côté des montagnes (Erewhon: or, Over the Range) est un roman utopique de Samuel Butler (1835-1902) publié anonymement en 1872.
Erewhon, anagramme presque anacyclique de nowhere, « nulle part » en anglais, est le nom du pays imaginaire où se déroule l'essentiel du roman. Il s'agit d'une satire de la société victorienne, parfois comparée aux Voyages de Gulliver de Jonathan Swift.
Les premiers chapitres, traitant de la découverte d'Erewhon, sont inspirés de la vie de l'auteur en Nouvelle-Zélande. Dans sa jeunesse, il y a été berger pendant quatre ans (1860-1864) et y a exploré l'intérieur des terres de l'île du Sud. 
Une suite, Erewhon revisité (en), est parue en 1901.
D'après Gilles Deleuze et Félix Guattari dans Qu'est-ce que la philosophie ? (1991) Erewhon ne renvoie pas seulement à No-where, ou « nulle part », mais à Now-here, « ici-maintenant ». Gilles Deleuze évoque déjà cette œuvre avec une remarque similaire dans Différence et Répétition (1968).

## Résumé
En 1868, le narrateur, jeune homme de vingt-deux ans, arrive dans une colonie européenne (il reste délibérément vague sur sa localisation) et est engagé comme berger. La colonie est délimitée par une imposante chaîne de montagnes, dont nul ne sait ce qu'elle cache. Fasciné par cette idée, le narrateur convainc un autochtone, Chowbok, de l'accompagner comme guide dans une tentative de franchir les montagnes. Chowbok, terrifié, tente de le faire changer d'avis, puis finit par l'abandonner au milieu des montagnes. N'ayant d'autre choix, le narrateur s'enfonce dans l'inconnu et trouve une passe qui lui permet d'aboutir de l'autre côté de la chaîne, où il découvre un pays fertile et peuplé : Erewhon.
La société qu'il découvre, selon lui issue des dix tribus perdues d'Israël, est apparemment tout à fait admirable : les Erewhoniens sont d'une grande beauté, tout comme leur pays. Toutefois, plusieurs éléments le laissent perplexe : notamment, les malades sont traités comme des criminels, qui doivent être punis et condamnés, et les criminels comme des malades, à traiter avec bienveillance et commisération. Par ailleurs, les Erewhoniens rejettent toute forme de progrès mécanique (la montre du narrateur lui causera quelques soucis), et leurs banques présentent un étrange caractère religieux.
La situation du narrateur, de brillante qu'elle était à son arrivée grâce à ses cheveux blonds (rares et donc prisés en Erewhon), ne tarde pas à se gâter. Lorsqu'il apprend que le roi du pays compte le traduire en justice, il conçoit le plan de s'enfuir en ballon avec sa bien-aimée Arowhena ; il n'échappe que d'un cheveu à la vindicte des Erewhoniens. Son ballon manque de s'abîmer en mer, mais il est repêché par un navire italien et retrouve finalement la civilisation. Il décide de publier son histoire afin de financer une mission évangélique en Erewhon.

## Traduction en français
Valery Larbaud en propose la traduction aux Éditions de la Nouvelles Revue française qui la publie en 1920. C'est encore Larbaud qui traduit la suite, Nouveaux voyages en Erewhon accomplis, vingt ans après la découverte du pays, par le premier explorateur et par son fils, publié à la NRF en 1924.